# Авогадро, Альберт
Альберт Авога́дро (итал. Alberto Avogadro , 1149 г., Парма, Италия — 14 сентября 1214 г., Акко, Палестина) — святой Римско-Католической Церкви, епископ, латинский патриарх Иерусалима с 1204 по 1214 годы.

## Биография
Альберт Авогадро, граф Саббьонета родился в 1149 году в замке Гуальтьери, близ Пармы в Эмилии, в Италии. Он вступил в Конгрегацию Регулярных Каноников Святого Креста в Мортаре, где получил блестящее богословское образование. В 1180 году Альберт был избран в приоры этого института и поставлен в епископы Боббио. В 1184 году его перевели на епископскую кафедру в Витербо, откуда через год перевели на кафедру в Верчелли, которой он управлял в течение двадцати лет.
В этот период он активно трудился на дипломатическом фронте, в качестве папского легата участвовал в переговорах между Папой Иннокентием III и императором Священной Римской империи Фридрихом Барбароссой. Благодаря его усилиям в 1194 году был заключен мир между Павией и Миланом, а спустя пять лет, между Пармой и Пьяченцей.
Много времени Альберт уделял и внутренней миссии. В 1191 году на епархиальном соборе он провёл ряд дисциплинарных канонов, действующих и сегодня. Немало им было сделано для канонического утверждения монашеских орденов. Альберт составил Статусы каноников в Биелле и был одним из советников при написании Устава ордена гумилиатов.
В 1204 (или 1205) году Альберта избрали в латинские патриархи Иерусалима, после чего тот же Папа Иннокентий III утвердил его в этом сане и назначил легатом Святого Престола на Святой Земле. Он прибыл в Палестину в начале 1206 года и остановился в Акконе (ныне Акра), так, как Иерусалим был занят сарацинами.
И в Палестине он продолжил миссию миротворца не только между христианами, но и между лицами нехристианского исповедания. участвовал в урегулировании споров между Иерусалимским и Кипрским королевствами, между тамплиерами и армянским царством Киликия.
В 1209 году им были собраны в конгрегацию отшельники, подвизавшиеся на горе Кармил, среди которых были и его друзья святые Бертольд и Брокард. Для них Альберт написал Устав, утверждённый Святым Престолом в 1226 году.
В 1214 году Альберта пригласили принять участие в IV Латеранском Соборе, но 14 сентября 1214 года в Акко во время процессии на праздник Воздвижения Креста, он был зарезан руководителем госпиталя Святого Духа, которому накануне сделал замечание в неблагопристойном поведении.

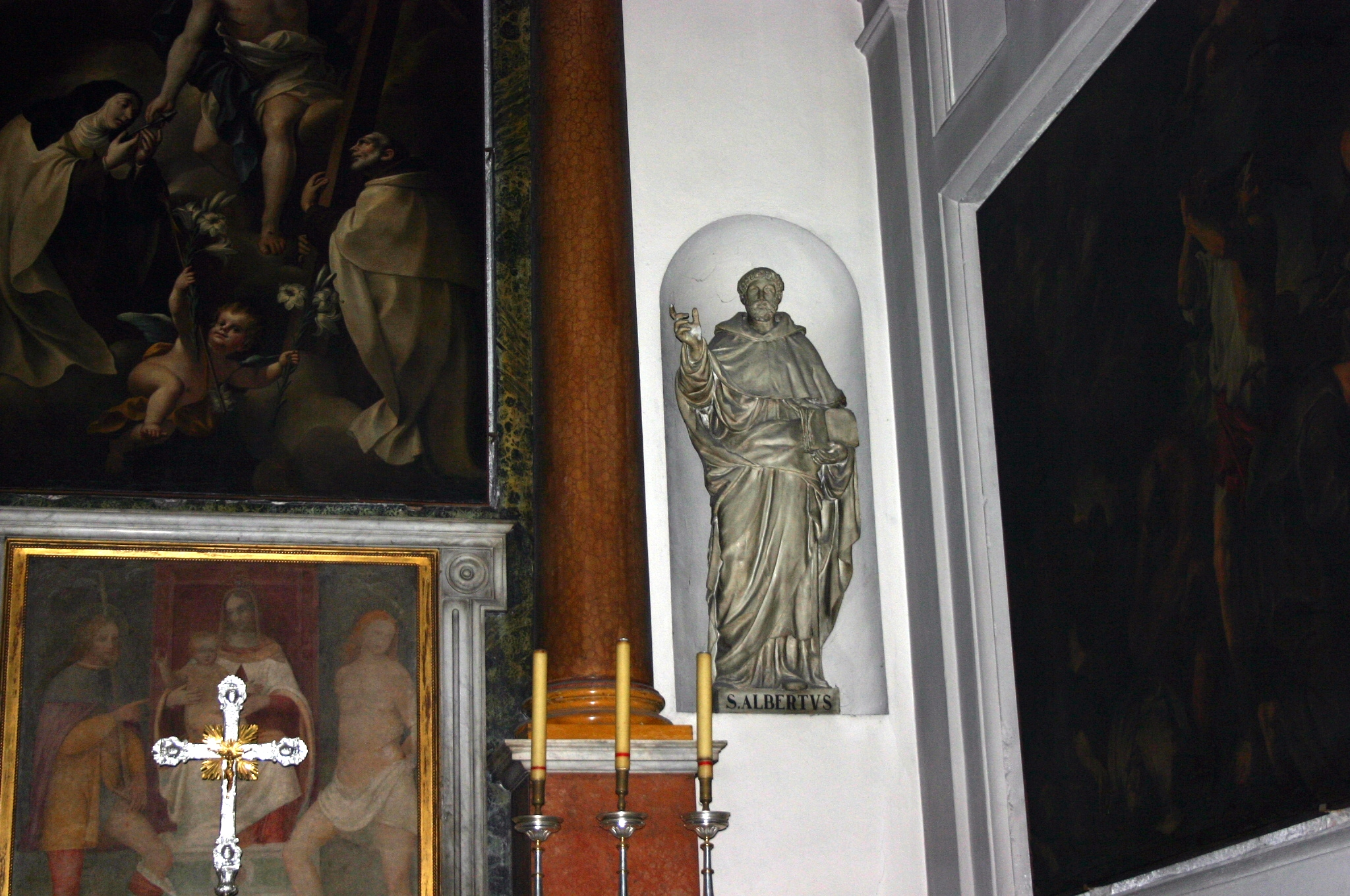
Статуя святого Авогадро в церкви Санта-Мария-делле-Кармине

## Прославление
Литургическая память ему совершается 17 сентября, отдельно он почитается 8 апреля, 16, 25 и 26 сентября.